# Athens Olympic Aquatic Centre
Der Athens Olympic Aquatic Centre ist ein Wassersportzentrum in Marousi, einem Vorort der griechischen Hauptstadt Athen. Das Zentrum ist Teil des Olympia-Sportkomplex Athen.

## Geschichte
Das große Schwimmbecken wurde Anfang der 1990er Jahre für die Mittelmeerspiele 1991 in Athen errichtet. Anlässlich der Olympischen Sommerspiele 2004 wurden einige Renovierungsarbeiten an der Anlage vorgenommen. Dabei wurde das neue Wassersportzentrum erweitert. Im größeren Außenbecken (Zuschauerkapazität 11.500) fanden die Wettkämpfe im Schwimmen und Wasserball statt. Rund um das kleinere Außenbecken, dem Austragungsort des Synchronschwimmens und der Wasserball-Vorrundenspiele, hatten 5300 Zuschauer Platz. In der Halle (6200 Zuschauer) wurden die Wettkämpfe im Wasserspringen und die Vorrunde im Wasserball ausgetragen. Die Gesamtkosten betrugen 21 Millionen Euro.
Vor den Olympischen Spielen sorgte das größere Außenbecken für Negativschlagzeilen. Ursprünglich war der Bau eines Daches vorgesehen, um Athleten und Zuschauer vor der Sonneneinstrahlung zu schützen. Dieses Dach wurde jedoch nicht gebaut. Offiziell gab man Zeitgründe an, es wurde jedoch über eine Streichung aus Kostengründen spekuliert. Das Zentrum wurde Ende 2003 fertiggestellt und am 30. Juli 2004 offiziell eröffnet.